# ويلسدين جنكشن (محطة مترو أنفاق لندن)
ويليسدين جنكشن (بالإنجليزية: Willesden Junction)‏ هي إحدى محطات مترو أنفاق لندن. تقع على خط بيكرلو أفتتحت في المنطقة (Zone) رقم 3 أفتتحت في 1866، 10 مايو 1915.